# Guardia (Acireale)
Guardia (Vaddia in siciliano) è una località italiana, frazione del comune di Acireale, nella Città metropolitana di Catania. Spesse volte viene anche indicata come Guardia Mangano, per distinguerla da altri centri omonimi, pur rimanendo distinta dalla vicina frazione di Mangano. Nel 1996 contava oltre 1 914 abitanti, divenuti oltre 2520 nel 2012.

## Geografia fisica
Guardia si trova lungo la strada statale 114, a 7 chilometri a nord del capoluogo comunale, tra le frazioni di San Giovanni Bosco e Mangano, ad un'altitudine compresa tra i 100 e i 180 metri sul livello del mare.

## Storia
Il borgo, sito su lave prodotte dal monte Ilice nell'XI secolo, era anticamente noto come Madonna a Sciara, per via del luogo di culto mariano costruito su terreno lavico. Guardia discende da una postazione di sorveglianza che si trovava in quel che era un tempo la pertinenza Bosco d'Aci della città di Jaci, sulla via consolare Valeria e posta nei pressi del confine con la Contea di Mascali.
Negli anni 1980 vi fu un movimento politico, poi esauritosi, tendente ad ottenere l'autonomia comunale. Trovandosi in una zona ricca di faglie sul fianco orientale dell'Etna, il territorio è stato interessato da terremoti, l'ultimo dei quali nel 2002.

## Monumenti e luoghi d'interesse

### Architetture religiose
- Chiesa di Maria Santissima Immacolata, risalente al 1892 e sita in posizione elevata a dominare l'abitato. Il tempio custodisce tre grandi pale, tra esse una raffigurante Sant'Antonio Abate, opere di Paolo Leonardi Vigo (Acireale, 1845 - 1922);
- Chiesa della Sacra Famiglia, risalente al XX secolo e sita nella contrada Tonno.

## Infrastrutture e trasporti
Il paese è servito dalla stazione di Guardia-Mangano-Santa Venerina sulla ferrovia Messina-Siracusa.